# XLVI Puchar Gordona Bennetta (balonowy)
46 Puchar Gordona Bennetta – zawody balonów wolnych o Puchar Gordona Bennetta zorganizowane w Châtellerault we Francji. Start nastąpił 2 września 2002 roku.

## Uczestnicy
Wyniki zawodów.
| Zajęte miejsce | Balon                         | Załoga Pilot Pomocnik pilota             | Kraj              | Czas lotu [h] | Odległość [km] | Miejsce lądowania           |
| -------------- | ----------------------------- | ---------------------------------------- | ----------------- | ------------- | -------------- | --------------------------- |
| 1.             | F-PPSE Le Petit Prince        | Vincent Leys Jean-Francois Leys          | Francja           | 69:59         | 1282,30        | Zambujeira do Mar (POR)     |
| 2.             | D-OOWE Columbus IV            | Wilhelm Eimers Bernd Landsmann           | Niemcy            | 19:52         | 624,09         | Piedras Blancas (ESP)       |
| 3.             | D-OCFT                        | Max Krebs Walter Vollenweider            | Szwajcaria        | 31:30         | 620,10         | Isoba (ESP)                 |
| 4.             | D-OWML                        | Kurt Frieden Manual Knobelspiess         | Szwajcaria        | 30:23         | 610,45         | Luanco (ESP)                |
| 5.             | OO-BCX Belgica II             | Phillipe de Cock Ronny van Havere        | Belgia            | 35:06         | 576,67         | Cordovilla de Aguilar (ESP) |
| 6.             | D-OGGY Doggy                  | Richard Abruzzo Carol Rymer-Davis        | Stany Zjednoczone | 31:42         | 561,11         | Poo (ESP)                   |
| 7.             | D-OWNT Warsteiner             | David Levin Mark Sullivan                | Stany Zjednoczone | 34:39         | 521,95         | Costean (ESP)               |
| 8.             | D-OWBA Deutschland II         | Heinz Brachtendorf Karl-Heinz Hutmacher  | Niemcy            | 35:11         | 474,56         | Taüll (ESP)                 |
| 9.             | HB-QHP Ajoie                  | Christian Stoll Werner Najer             | Szwajcaria        | 33:39         | 472,22         | Vingrau (FRA)               |
| 10.            | D-OCOL Columbus II - Isenbeck | Josef Höhl Stefan Handl                  | Niemcy            | 19:56         | 394,57         | Caubous (FRA)               |
| 11.            | SP-BZO TVN Chio Multikino     | Stefan Makné Krzysztof Stanecki          | Polska            | 17:37         | 345,87         | Castets (FRA)               |
| 12.            | HB-BJS Motor Colombus         | Janet Folkes Colin Butter                | Wielka Brytania   | 17:46         | 340,17         | Le Vignau (FRA)             |
| 13.            | N69RW Delta Aspen             | Shane Robinson Lesley Pritchard          | Stany Zjednoczone | 15:59         | 316,23         | Lectoure (FRA)              |
| 14.            | F-GIRE L'inconnu              | Bertrand Hennequet François-H Hennequet  | Francja           | 15:28         | 296,85         | Laplume (FRA)               |
| 15.            | D-OARH                        | Tom Donelly David Sutcliffe              | Wielka Brytania   | 07:42         | 175,59         | Chartuzac (FRA)             |
| 16.            | F-PHCD Charles Dollfus        | Jean Deschamps Chantal Deschamps Le Bras | Francja           | 02:27         | 100,70         | Nieul-sur-l'Autise (FRA)    |
| 17.            | D-OSTZ Graf Zeppelin          | Johann Fürstner Gerald Stürzlinger       | Austria           | 02:43         | 75,43          | Lezay (FRA)                 |